# Бутович Микола Григорович
Мико́ла Григо́рович Буто́вич (псевд.: Бутумбас) (1 грудня 1895, Петрівка Гадяцького повіту Полтавської губернії, нині Полтавської області — 21 грудня 1961, Гакенсак, штат Нью-Джерсі, США) — український живописець і графік, майстер декоративної графіки, ілюстрації, карикатури; письменник-мемуарист, автор епіграм.
Під час Визвольних змагань 1917—1921 служив ад'ютантом штабу 1-ї козацької дивізії Армії УНР.

## Життєпис
Народився на Полтавщині в давній козацькій родині.
У 1906—1913 роках навчався у Полтавському кадетському корпусі. Студіював малярство у Празі, Берліні й Ляйпциґу. Здобув художню освіту у Вищій художньо-промисловій школі у Празі. Закінчивши Ляйпцизьку Академію графічних мистецтв, поселився та працював у Львові та інших містах Західної України.
Учасник визвольних змагань, ад'ютант штабу 1-ї козацької дивізії Армії УНР. Інтернований в Польщі, звідти втік до Праги.
З 1943 року у окупованому нацистами Львові викладав у Львівській художньо-промисловій школі — разом із Костем Бульдіним, Миколою Жеваго, Михайлом Козиком та Іваном Северою.
Після Другої світової війни опинився у Західній Німеччині, звідкіля в 1948 переїхав до Америки (м. Риджфілд-Парк поблизу Нью-Йорка). Працював у сфері прикладного мистецтва, беручи участь в організованому мистецькому житті. Належав до Об'єднання Мистців Українців в Америці, брав участь у художніх виставках. Підтримував стосунки з багатьма діячами української культури і літератури.
Опублікував «Автобіографію» (Нью-Йорк, 1956), спогади «Кадетський корпус» («Вісник», 1959), «Повстання проти гетьмана (Сіра дивізія)» («Вісник», 1959) та ін. Починаючи з 1930-х років і до смерті писав епіграми. Опублікувати їх окремим виданням вдалося лише 1995 року в Києві під назвою «Епіграми Бутумбаса». В них створив сатирично-іронічні образи багатьох українських письменників, акторів, скульпторів, видавців (Василя Барки, Оксани Лятуринської, Олександра Олеся, Євгена Маланюка, Олени Теліги, Олега Ольжича та ін.).
Автор спогадів «Формування Сірої Дивізії у Володимирі-Волинському».
Помер 21 грудня 1961 року у США. Похований на українському православному цвинтарі в Саут-Баунд-Бруку, штат Нью-Джерсі.

## Творчість
1924 року випустив альбом дереворитів, у якому зобразив персонажі української демонології. У міжвоєнний період оформлював книжкові видання, присвячені насамперед фольклорно-демонологічним сюжетам. Витоки його мистецького стилю пов'язані з творчістю Івана Котляревського та Миколи Гоголя.
Часто влаштовував власні мистецькі виставки своїх праць: тематика картин переважно зображує гумористичні сцени з козацького життя та українського побуту, з української демонології та міфології. Його досі не видані ілюстрації до «Енеїди» Івана Котляревського зберігаються в архівах УВАН в Нью-Йорку.
Автор лібрето до балету «Лада» та віршованої казки для дітей.
Автор «Автобіографії» (НьюЙорк, 1956), спогадів «Кадетський корпус» (1959), «Повстання проти гетьмана (Сіра дивізія)» (1959), збірки епіграм «Епіграми Бутумбаса» (1995, посм.).